# 나기소역

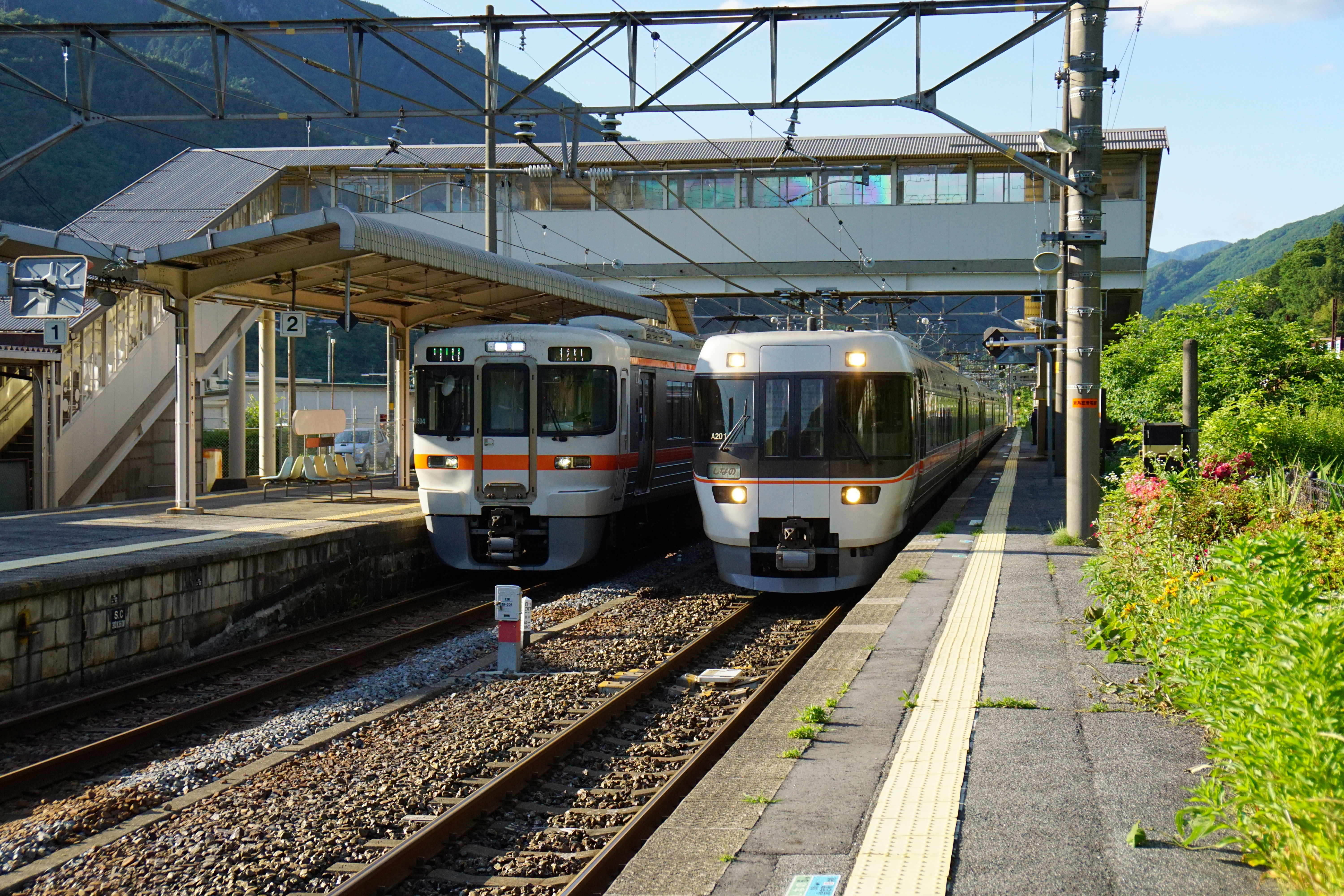
platform

나기소역(일본어: 南木曽駅)은 일본 나가노현 기소군 나기소정에 있는 도카이 여객철도 주오 본선의 역이다.
특급 '(와이드 뷰) 시나노'의 일부가 정차한다.
주오 본선 나고야 지구의 동단으로, 상행은 이른 아침에 이 역 시발에 나고야 행이 2개(토 · 휴일은 1개) 운전되고 있지만, 하행은 모든 열차가 앞의 나카쓰가와역 종점이 되기 위해, 나고야 역부터 이 역으로 노선 연장하는 열차는 적지 않다. 또는, 아침 · 저녁을 중심으로 이 역과 나카쓰가와를 잇는 열차도 있다. 이 역부터 시오지리 방면의 보통 열차의 개수가 적어진다(약 2시간에 1개 간격).

## 역 구조 및 승강장
단선 승강장 1면 1선과 섬식 승강장 1면 2선, 합계 2면 3선의 승강장을 가진 지상역. 1번선(섬식 서쪽)과 3번선(단선)이 본선, 2번선(섬식 동쪽)이 부본선으로 되어 있다. 이 외, 보선 차량 유치용의 측선도 있다.
구내 서쪽에 역사가 있어, 역사와 2개의 승강장은 과선교로 연결되고 있다. 도카이 교통 사업의 직원이 업무를 담당하는 업무위탁역으로, 나카쓰가와역이 이 역을 관리하고 있다. 역사 내부에는 발권 창구등이 놓아지고 있다. 다만, 이른 아침 · 심야는 무인으로 한다. 또한, 업무 휴지시간이 몇 차례 있다.
| 1 | ■ 주오 본선 | 하행 | 기소후쿠시마 · 나가노 방면 | 특급 포함   |
| 2 | ■ 주오 본선 | 하행 | 기소후쿠시마 · 나가노 방면 | 대피 열차만 |
| 2 | ■ 주오 본선 | 상행 | 나카쓰가와 · 나고야 방면   | 이 역 시발  |
| 3 | ■ 주오 본선 | 하행 | 기소후쿠시마 · 나가노 방면 | 특급 포함   |

- 2번 선은, 주로 이 역 시발의 상행 열차가 사용한다. 2010년 3월 기준으로, 2번선으로 대피하는 하행 열차는 설정되어 있지만, 상행 열차의 대피는 설정되어 있지 않다.

## 역 주변
- 나기소 정청
- 기소강
- 쓰마고 성터
- 모모스케 교
- 간사이 전력 요미카키 발전소
- 국도 제19호선
- 나카센도 미도노주쿠

## 역사
- 1909년
  - 7월 15일: 미도노역으로서, 관설 철도 미도노 - 사카시타 간 연신 때에 개업. 일반역.
  - 9월 1일: 관설 철도가 노지리 역까지 연신, 도중역이 된다.
  - 10월 12일: 선로 명칭 제정, 주오 사이선의 소속이 된다.
- 1911년 5월 1일: 선로 명칭 제정. 이 역을 포함한 주오 사이선이 주오 본선으로 개칭되었다.
- 1968년 10월 1일: 나기소역으로 개칭.
- 1972년 11월 30일: 화물의 취급을 폐지.
- 1984년 2월 1일: 하물의 취급을 폐지.
- 1987년 4월 1일: 일본국유철도 분할 민영화에 의해, 도카이 여객철도의 역이 된다.

## 인접 역
| 도카이 여객철도 주오 본선       | 도카이 여객철도 주오 본선 | 도카이 여객철도 주오 본선       |
| ------------------------------- | ------------------------- | ------------------------------- |
| 시·종착역                       | ■ 쾌속                    | 다다치 나카쓰가와·나고야 방면   |
| 주니카네 시오지리 · 나가노 방면 | ■ 보통                    | 다다치 나카쓰가와 · 나고야 방면 |